# Louis Jacquesson de la Chevreuse
Louis Jacquesson de la Chevreuse né à Toulouse le 5 mars 1839 et mort à Paris le 10 décembre 1903 est un peintre et compositeur français.

## Biographie
Louis-Marie-François Jacquesson de la Chevreuse remporte en 1857 le second grand prix municipal de peinture à Toulouse. Formé d'abord par son père, lui aussi peintre, puis élève de l'École des beaux-arts de Paris dans les ateliers d'Hippolyte Flandrin, Jean-Auguste-Dominique Ingres et Jean-Léon Gérôme, il présente une Entrée du Christ à Jérusalem au concours d'esquisse peinte de 1860, et une figure du Contentement au concours de la Tête d'expression en 1861. Il remporte le second grand prix de Rome en 1865 sur le thème d'Orphée aux Enfers (Toulouse, musée des Augustins). Le musée des Augustins de Toulouse conserve également son Portrait d'Émilie Borelli (1867). Il peint en 1858 une Assomption de la Vierge pour la ville de Blois, puis en 1871 une copie de La Vierge aux donateurs d'Antoine van Dyck, pour orner l'église de Saint-Beauzély.
Il se consacre surtout à l'enseignement de l'art, jusqu'en 1880, et devient aussi compositeur de musique.

## Œuvres
- Avignon, musée Calvet : Martyr couché.
- Castelnaudary, collégiale Saint-Michel : Le Jugement des âmes, 1864.
- Gray, musée Baron-Martin : Les Agaceris de Céline, 1885, huile sur toile, 71 × 206 cm.
- Paris, École nationale supérieure des beaux-arts :
  - Entrée du Christ à Jérusalem, 1860, esquisse ;
  - Le Contentement, 1861.
- Toulouse :
  - musée des Augustins :
    - Ulysse frappant le mendiant Irus, 1860, esquisse ;
    - Orphée aux Enfers, 1865 ;
    - Portrait d'Emilie Borelli au piano, 1867 ;

  - musée du Vieux Toulouse : Portrait de ma sœur Amynthe, 1865.

Œuvres de Louis Jacquesson de la Chevreuse
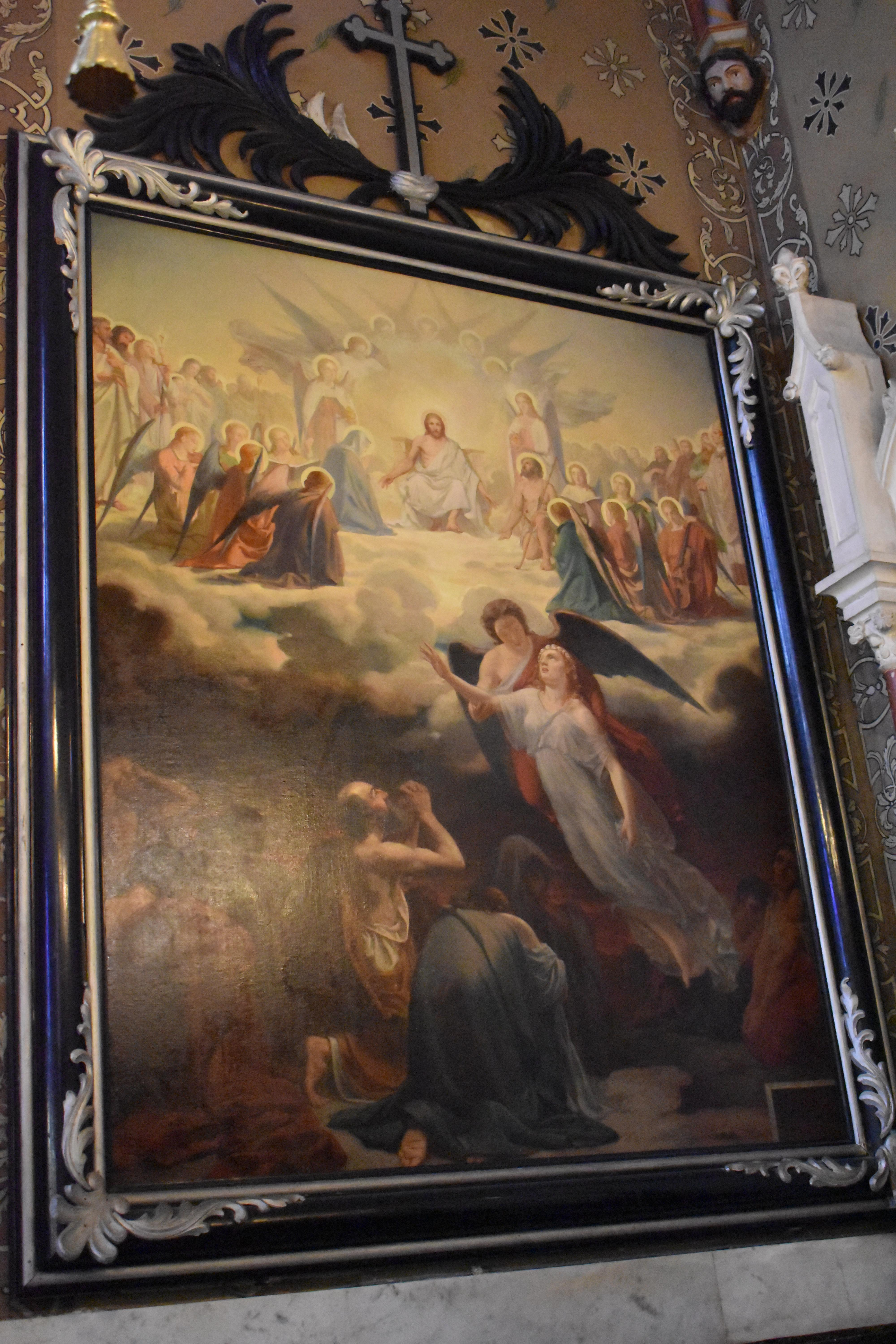
Le Jugement des âmes (1864), Castelnaudary, collégiale Saint-Michel.
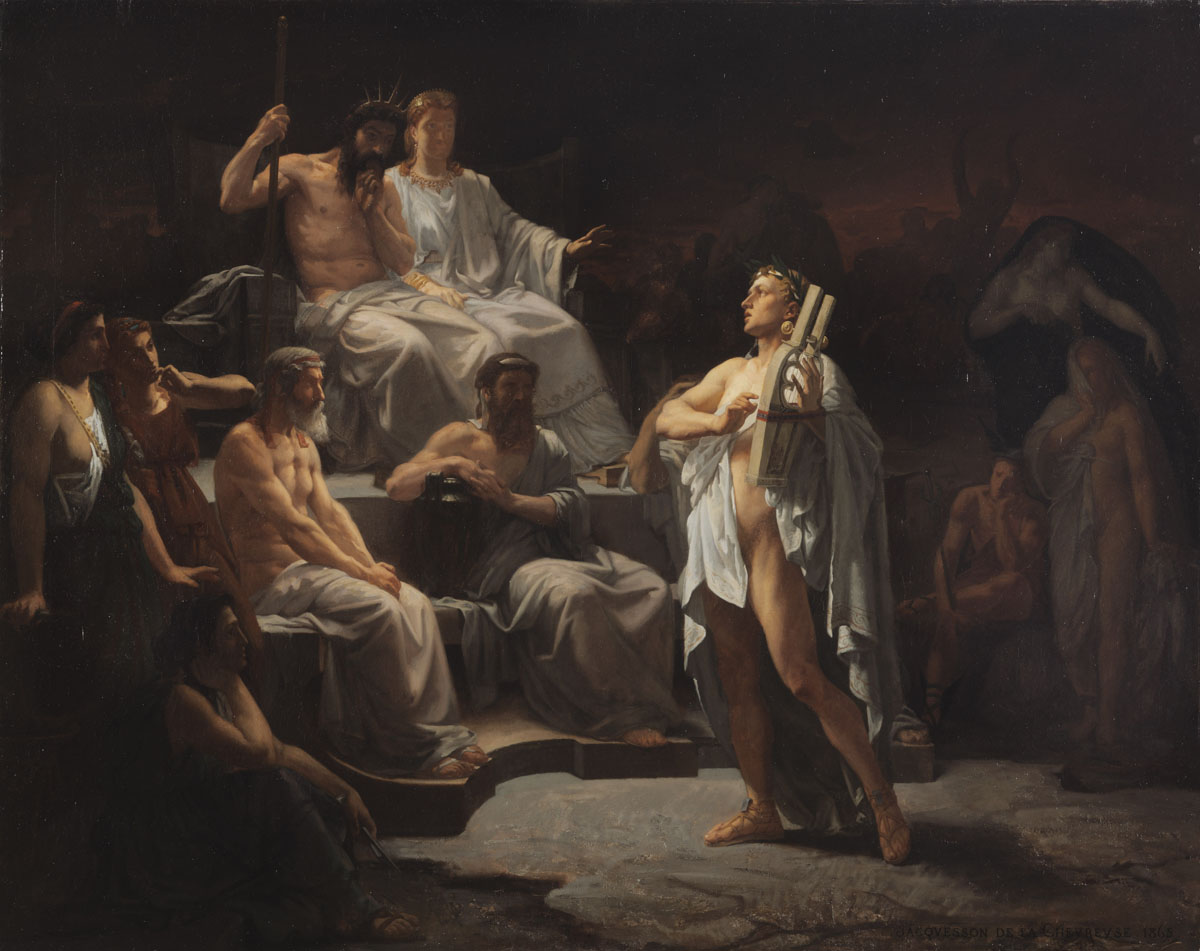
Orphée aux enfers (1865), Toulouse, musée des Augustins.
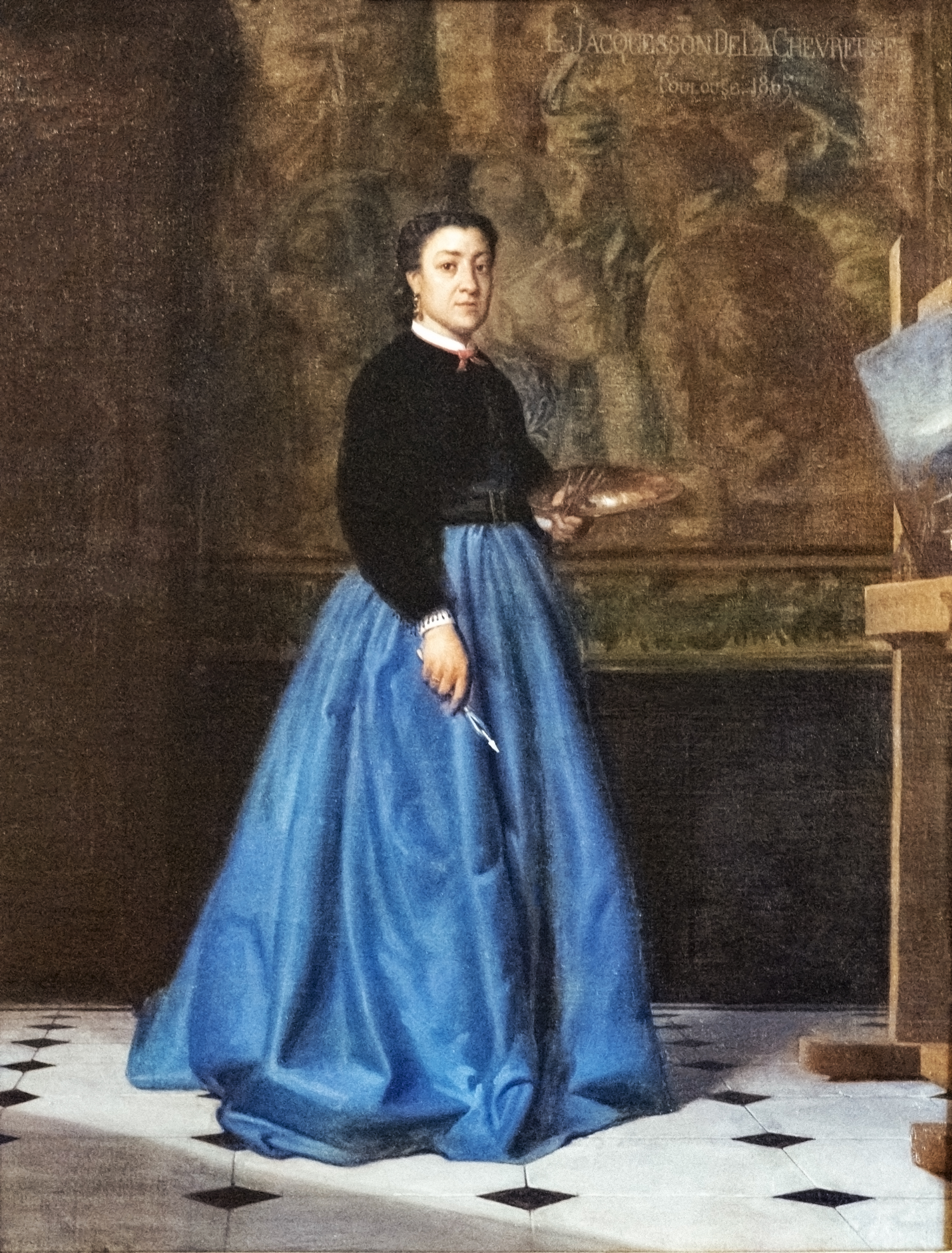
Portrait de ma sœur Amynthe (1865), musée du Vieux Toulouse.
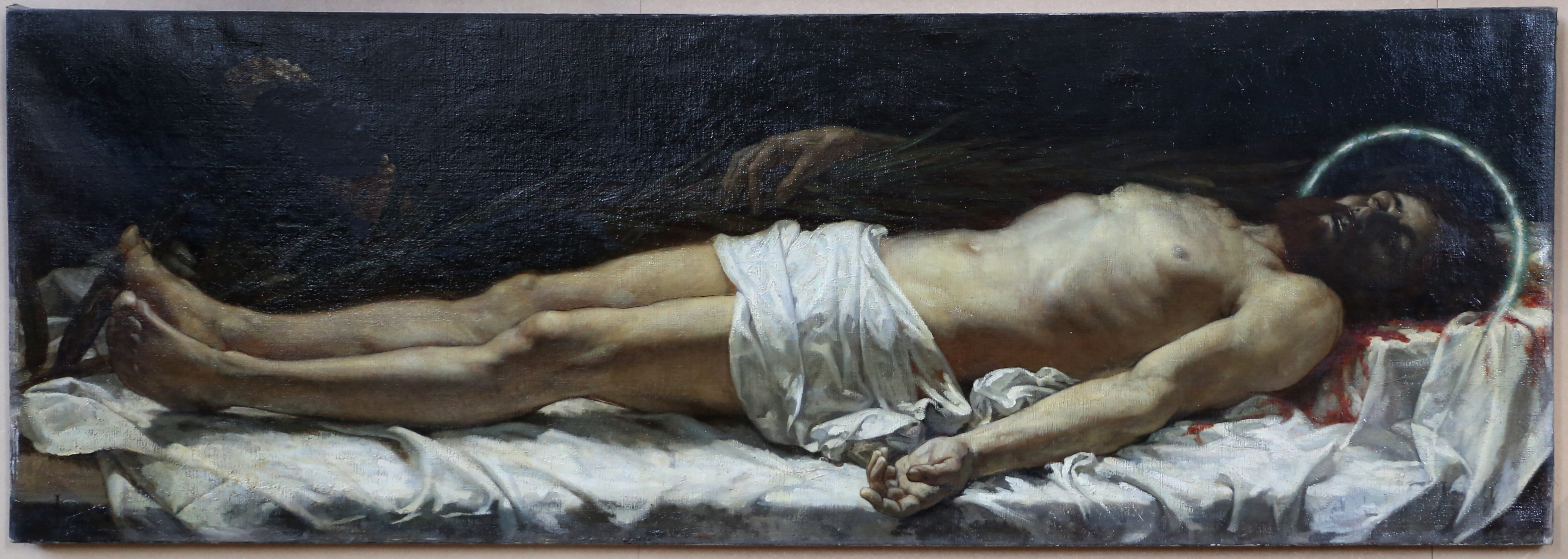
Martyr couché, Avignon, musée Calvet.